# Biersted Kirke
Biersted kirke er en kirke, der ligger i Biersted Sogn, øverst på Biersted bakke.
Kirken består af skib og kor. Tårn mod vest. Våbenhus mod nord.
Skib og kor er fra romansk tid af hugne granitkvadre på sokkel med skråkant. Syddøren er tilmuret.
Kirken har været ejet af Birkelse (Åby Sogn).

## Eksterne kilder og henvisninger
- Biersted Kirke hos KortTilKirken.dk